# Jimmy Briand
Jimmy Briand (* 2. August 1985 in Vitry-sur-Seine) ist ein ehemaliger französischer Fußballspieler.

## Karriere

### Vereine
Briand stammt aus der Jugendabteilung von Stade Rennes. Am 20. Mai 2003 feierte er sein Debüt in der Ligue 1, als er im Spiel gegen Paris Saint-Germain in der 67. Minute für Alexander Frei eingewechselt wurde. In der Saison 2002/03 gewann er mit dem Jugendteam von Rennes den Coupe Gambardella. Seit der Saison 2003/04 gehört der Angreifer endgültig zum Profikader von Stade Rennes. Den Durchbruch schaffte Briand aber erst zur Spielzeit 2005/06. Dabei kam er zu 29 Ligaspielen und erzielte dabei drei Treffer. Das Team endete schließlich auf Platz sieben. In den Folgejahren verletzte sich Briand mehrfach, was ihn immer wieder zurückwarf. Wegen einer schweren Verletzung verpasste der Stürmer das Ende der Saison 2008/09 und den Beginn der Folgespielzeit. Sein Vertrag bei Rennes lief bis 2010. Nachdem er den Vertrag nicht verlängert hatte, trat Briand einen Wechsel zum Ligakonkurrenten Olympique Lyon an und unterschrieb dort einen Vertrag mit einer Laufzeit von vier Jahren, der zum 31. Juli 2014 auslief.
Am 22. August 2014 wechselte Briand in die Bundesliga zu Hannover 96. Er erhielt einen Vertrag bis zum Ende der Saison 2014/15. Sein erstes Bundesligator schoss er am 7. November 2014 in der 44. Spielminute beim 2:0-Auswärtssieg bei Hertha BSC. Zur Saison 2015/16 verpflichtete ihn der französische Erstligist EA Guingamp.
Im August 2018 wechselte er zum Ligakonkurrenten Girondins Bordeaux, für das er vier Jahre spielte und anschließend seine Karriere beendete.

### Nationalmannschaft
Briand spielte bereits in der französischen U-21-Nationalmannschaft. Im Mai 2007 wurde er für die Spiele der erstmals in den französischen A-Kader berufen, kam aber erst im Oktober 2008 gegen Rumänien zu seinem dreiminütigen Debüt. Im Mai 2010 wurde Briand von Nationaltrainer Raymond Domenech in den vorläufigen Kader zur Weltmeisterschaft 2010 berufen. Kurz darauf, am 17. Mai, strich er den Stürmer jedoch wieder aus seinem Aufgebot.